# Syzygium grayi
Syzygium grayi är en myrtenväxtart som först beskrevs av Berthold Carl Seemann, och fick sitt nu gällande namn av Elmer Drew Merrill och Lily May Perry. Syzygium grayi ingår i släktet Syzygium och familjen myrtenväxter.
Artens utbredningsområde är Fiji. Inga underarter finns listade i Catalogue of Life.